# Hans-Joachim Wrede
Hans-Joachim Wrede (* 5. April 1957) ist ein ehemaliger deutscher Fußballspieler. Der Abwehrspieler ist mit 146 Spielen in der 2. Bundesliga Rekordspieler von Rot-Weiß Lüdenscheid in dieser Spielklasse.

## Sportlicher Werdegang
Wrede rückte Mitte der 1970er aus der A-Jugend in die Wettkampfmannschaft von Rot-Weiß Lüdenscheid auf und stieg mit dem Klub 1977 in die 2. Bundesliga auf. In der Spielzeit 1977/78 lief er unter Klaus Hilpert, Interimsspielertrainer Paul Scheermann und Anton Burghardt regelmäßig auf, mit insgesamt 29 Spieleinsätzen trug er zum Klassenerhalt bei. Während auch in der Folge die Trainer nahezu im Jahresrhythmus wechselten – nach dem ab Sommer 1978 tätigen Herbert Burdenski waren ab April 1979 Peter Ludwig, ab Sommer 1979 Werner Schumacher und ab Sommer 1980 Günter Luttrop in der Verantwortung – gehörte er an der Seite von Spielern wie Ranko Petković, Manfred Lopatenko, Adalbert Grzelak, Volker Rieske und Wilfried Holtkamp zu den unumstrittenen Stammkräften. Dabei rettete in der Spielzeit 1978/79 der Lizenzentzug für den FC St. Pauli sowie die Lizenzrückgabe von Westfalia Herne die bereits sportlich abgestiegenen Lüdenscheider, die auch in der Folge nur knapp über den Abstiegsplätzen abschlossen. Bei der Einführung der eingleisigen 2. Bundesliga nach Ende der Spielzeit 1980/81 landete der Klub auf dem drittletzten Tabellenplatz, ebenso hätte die Platzziffer aus den vorangegangenen Spielzeiten nicht zur Qualifikation gereicht. Nach 146 Zweitligaspielen, in denen er vier Tore erzielt hatte, folgte er dem Klub in die Drittklassigkeit, wo er in der Oberliga Westfalen für den Verein auflief.